# Magdalena Cruells i Comas
Júlia Cruells i Comas (Sor Magdalena) (Aiguafreda, Osona, 22 de febrer de 1864 - Basilé, Guinea Espanyola, 18 de setembre de 1943) va ser una missionera catòlica catalana.
Era filla de Segismon Cruells i Bruy i de Maria Dolors Comas i Vilaró, i va tenir quatre germans, dels qui va obtenir el consentiment per entrar en religió.
El 22 de novembre de 1888 va entrar al postulantat de les Missioneres de la Immaculada Concepció, el 25 d'abril de 1889 va prendre l'hàbit, el 15 de desembre de 1890 va realitzar la primera professió, el 16 de maig de 1896 va realitzar la professió solemne i va morir el 18 de setembre de 1943 a Basilé amb fama de santedat. Va prendre el nom de Magdalena en religió.
Va anar a les Missions de la Guinea Espanyola en 1893, i va estar-se tretze anys a Corisco i quatre a Elobey Grande, després a Santa Isabel i Basilé. El seu primer habitatge va ser la caseta de nipa, primer Col·legi Missió de les Mares a Santa Isabel.

## Gran creu de l'Orde d'Isabel la Catòlica
Un mes aproximat abans del seu pas a millor vida, Juan Fontán y Lobé, director general del Marroc i Colònies que abans havia estat governador general de la Guinea Espanyola i gran apreciador de les Missioneres, li va comunicar que li havia estat atorgada la gran creu de l'Orde d'Isabel la Catòlica, igual que a la M. Concepción Chávarri i a la M. María Jacobé Orduna juntament amb l'Orde de Carles III a la M. General Rosario Rifá. A les mares se'ls atorgava com a benemèrites missioneres espanyoles, i a sor Magdalena en prova d'admiració per haver complert els cinquanta anys de Colònia. Tanmateix, va morir un mes després, el 18 de setembre de 1943, sense haver-la pogut recollir.

## Curiositats
És bestia de Josep-Apel·les Santolaria de Puey i Cruells, conegut popularment com el Padre Apeles.